# Aluniș (Mureș)
Aluniș é uma comuna romena localizada no distrito de Mureș, na região histórica da Transilvânia. A comuna possui uma área de 24.98 km² e sua população era de 3251 habitantes segundo o censo de 2007.